# Lembranças (canção de Hungria Hip Hop)
"Lembranças" é uma canção do músico Hungria Hip Hop, lançada em 7 de junho de 2016 juntamente com seu videoclipe. "Lembranças" se tornou trilha sonora de Malhação: Viva a Diferença, exibido pela Rede Globo, e integra o álbum musical da telenovela.

## Lançamento e videoclipe
O videoclipe foi lançado no mesmo dia do lançamento da canção. O clipe teve a participação especial do futebolista Felipe Anderson, e atualmente o vídeo ultrapassa a marca de 300 milhões de acessos no YouTube. "Lembranças" também alcançou a 58ª posição do iTunes Chart Performance.

## Lista de faixas
| Download digital no iTunes |                          |         |  |
| N.º                        | Título                   | Duração |  |
| 1.                         | "Lembranças (explicita)" | 3:24    |  |
| 2.                         | "Lembranças (censurada)" | 3:24    |  |